# District de Đạ Tẻh
Đạ Tẻh est un district rural de la province de Lâm Đồng dans la région des hauts plateaux des montagnes centrales du Vietnam.

## Présentation
Le district a une superficie de 524 km². 
Le chef-lieu du district est Đạ Tẻh.